# Maloca

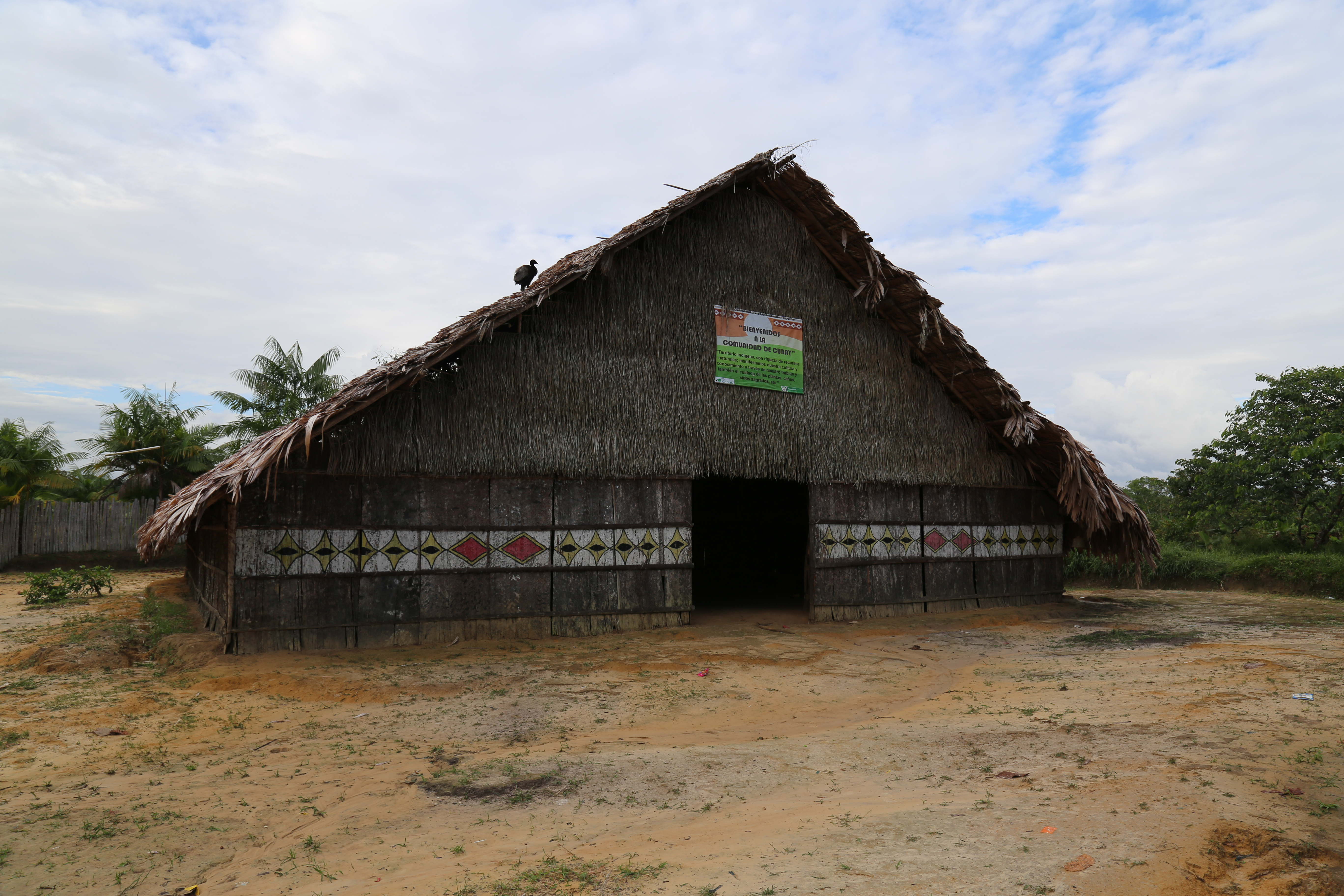
Maloca

Een maloca is een voorouderlijk langhuis dat werd gebruikt door de inheemse bevolking van het Amazonegebied, met name in Colombia en Brazilië. Elke gemeenschap heeft een enkele maloca met zijn eigen unieke kenmerken.
CompartimentenVerschillende families met patrilineaire relaties (kinderen worden lid van de afstammingsgroep van de vader) wonen samen in een maloca. De maloca is daarom verdeeld in verschillende compartimenten. Over het algemeen woont het hoofd van de gemeenschap in het gedeelte dat het dichtst bij de achterwand van het langhuis ligt. Elk gezin heeft ook zijn eigen oven.
IngangenElke maloca heeft twee ingangen, een voor mannen en een voor vrouwen. Getrouwde mannen en vrouwen slapen samen en ongehuwde mannen slapen apart, net als ongehuwde vrouwen.
DansruimteTijdens festivals en bij formele ceremonies wanneer er door de mannen wordt gedanst, wordt de ruimte van het langhuis opnieuw ingericht. Het midden van het langhuis is het belangrijkste gebied waar de dans plaatsvindt.
TuinenEen maloca wordt traditioneel omgeven door twee tuinen. De binnenste tuin is de moestuin waar planten zoals bananen, papaja, mango en ananas groeien. De buitenste tuin is de manioktuin waar maniok (yuca/cassave) wordt geteeld.